# Camille Desmoulins
Camille Desmoulins, właśc. Lucie Simplice Camille Benoit Desmoulins (ur. 2 marca 1760 w Guise, zm. 5 kwietnia 1794 w Paryżu) – francuski adwokat, publicysta i polityk.

## Życiorys

### Młodość i wczesna działalność
Urodził się w Pikardii w rodzinie zubożałej szlachty. Dostrzegając wybitne zdolności syna, jego ojciec użył swoich znajomości, by zdobyć dla niego stypendium w słynnym College Ludwika Wielkiego w Paryżu. Młody Camille od początku kierowany był na prawnika i taką karierę rozpoczął po ukończeniu szkoły. Zdecydował się na pozostanie w stolicy w nadziei na wzbogacenie się, co jednak mu się nie udało.

### Rok 1789
Desmoulins ubiegał się o wybór do Stanów Generalnych, jednak bez powodzenia. Mimo to z entuzjazmem przywitał początek ich prac i wybuch rewolucji. Po zdymisjonowaniu popularnego ministra finansów Neckera młody adwokat osobiście wezwał tłum zgromadzony w Palais-Royal do szturmu na Bastylię i wziął w nim osobisty udział. Zyskał opinię znakomitego, charyzmatycznego mówcy. Zaczął też działać jako lewicowy publicysta stowarzyszony w klubie kordelierów. W sierpniu opublikował republikańską (czyli jak na owe czasy ultraradykalną) broszurę Wolna Francja. Nawiązał współpracę ze słynnym trybunem ludowym Mirabeau. Niektórzy historycy zarzucają mu jednak dwulicowość i pozostawanie w układzie z ambitnym Filipem Orleańskim, kuzynem króla, który liczył na przejęcie tronu w rewolucyjnym zamęcie. Przeciw tej tezie przemawia radykalizm wydawanych przez niego wówczas pism – cyklu ulotek Przemówienia prokuratora latarmi oraz gazety Rewolucje Francji i Brabancji, zamkniętej w 1791 za ultraradykalizm właśnie.

### Członek Konwentu
Mimo istotnego wzrostu popularności Desmoulins przegrał również wybory do Legislatywy w 1791 i dopiero rok później został członkiem francuskiego parlamentu, Konwentu. Jako protegowany Dantona uzyskał stanowisko sekretarza w kierowanym przez niego ministerstwie sprawiedliwości. W Konwencie oficjalnie deklarował się jako polityk „Góry”, jednak nie należał do postaci pierwszoplanowych. Miał jednakże swój walny udział w obaleniu Żyrondy poprzez wymierzone w tę grupę, często kłamliwe pamflety. Do lipca 1793 popierał linię polityczną reprezentowaną przez Komitet Ocalenia Publicznego, jednak przerażony rozwijającym się terrorem przeszedł na pozycje bardziej umiarkowane. W grudniu 1793 roku wydał pierwszy numer nowego czasopisma Stary kordelier. Początkowo atakował głównie środowiska ultraradykalne z Hébertem na czele, jednak szybko zaczął poddawać krytyce także działania Robespierre’a i jego zwolenników. Postulował zawarcie pokoju z Austrią i ogłoszenie amnestii powszechnej. Jego program został uznany za nierealny i szkodzący rewolucji. Robespierre bronił jednak Desmoulinsa, uważając go za człowieka politycznie naiwnego (na amnestii skorzystaliby głównie aresztowani spekulanci) i całkowicie posłusznego Dantonowi, a przez to nieszkodliwego. Został jednak przekonany przez KOP, że pobłażanie popularnemu dziennikarzowi mogłoby zaowocować nawet upadkiem rządu.

### Proces i śmierć
Camille Desmoulins został aresztowany razem z pozostałymi czołowymi dantonistami pod koniec marca 1794 wkrótce po egzekucji Héberta i jego grupy. W czasie procesu przed Trybunałem Rewolucyjnym został usunięty z sali za akty histerii, jakich się dopuszczał. Tę mało odważną postawę wykazywał (w odróżnieniu od pozostałych skazańców) także w drodze na gilotynę.

## W literaturze
Postać Desmoulinsa i jego relacje z Robespierre’em są jednym ze stałych wątków twórczości polskiej pisarki Stanisławy Przybyszewskiej. Desmoulins pojawia się też w japońskiej mandze Róża Wersalu, gdzie jest postacią drugoplanową, oraz w musicalu La revolution francaise.